# Cindy Billaud
Cindy Billaud (Nogent-sur-Marne, 11 marzo 1986) è un'ostacolista francese, detentrice del record nazionale dei 100 metri ostacoli con 12"56.

## Palmarès
| Anno | Manifestazione    | Sede           | Evento   | Risultato  | Prestazione | Note |
| ---- | ----------------- | -------------- | -------- | ---------- | ----------- | ---- |
| 2003 | Mondiali allievi  | Sherbrooke     | 100 m hs | Semifinale | 13"95       |      |
| 2004 | Mondiali juniores | Grosseto       | 100 m hs | Semifinale | 13"83       |      |
| 2005 | Europei juniores  | Kaunas         | 100 m hs | Bronzo     | 13"65       |      |
| 2007 | Europei under 23  | Debrecen       | 100 m hs | Semifinale | 13"60       |      |
| 2008 | Mondiali indoor   | Valencia       | 60 m hs  | Semifinale | 8"19        |      |
| 2009 | Europei indoor    | Torino         | 60 m hs  | 7ª         | 8"19        |      |
| 2009 | Mondiali          | Berlino        | 100 m hs | Semifinale | 13"20       |      |
| 2011 | Mondiali          | Taegu          | 100 m hs | Batteria   | 13"50       |      |
| 2013 | Mondiali          | Mosca          | 100 m hs | 7ª         | 12"84       |      |
| 2014 | Mondiali indoor   | Sopot          | 60 m hs  | 4ª         | 7"89        |      |
| 2014 | Europei           | Zurigo         | 100 m hs | Argento    | 12"79       |      |
| 2015 | Mondiali          | Pechino        | 100 m hs | Batteria   | 13"23       |      |
| 2016 | Europei           | Amsterdam      | 100 m hs | 7ª         | 13"29       |      |
| 2016 | Giochi olimpici   | Rio de Janeiro | 100 m hs | Semifinale | 13"03       |      |